# Musca phalaenarum
Musca phalaenarum är en tvåvingeart som först beskrevs av Georg Ludwig Scharfenberg 1805.  Musca phalaenarum ingår i släktet Musca och familjen parasitflugor.
Artens utbredningsområde är Tyskland. Inga underarter finns listade i Catalogue of Life.